# Nessuno (Articolo 31)
Nessuno è il quarto album in studio del gruppo musicale italiano Articolo 31, pubblicato il 14 maggio 1998 dalla Best Sound.

## Il disco
Il disco contiene varie collaborazioni, tra cui Space One, Rosana e Thema. Il primo singolo estratto è stato La fidanzata, presentato per la prima volta dal vivo al Festivalbar 1998.
Nel 2012 l'album è stato ristampato in CD nella collana Tutta scena di TV Sorrisi e Canzoni, con l'aggiunta di una traccia bonus.

## Tracce
1. Il parto – 0:39
2. La rinascita – 5:34
3. La fidanzata – 3:53
4. Buon sangue non mente (feat. Grido) – 4:06
5. Non so cos'è (feat. Rosana) – 3:42
6. Davanti alla TV – 3:41
7. Nessuno – 4:35
8. Per Sabino – 1:16
9. Dall'altra parte della strada – 4:07
10. Venerdì – 4:38
11. La frase – 1:59
12. Vai bello (feat. Spaghetti Funk (DJ Enzo, Space One, Grido e Thema)) – 3:28
13. Scacco Matto (feat. Scacco Matto) – 0:52
14. Aria – 3:56
15. Come uno su mille (feat. Gianni Morandi) – 4:10
16. Non c'è sveglia (feat. Thema, Space One) – 3:09
17. Come una pietra scalciata (feat. Bob Dylan) (sample) – 4:10
18. Il mondo dove vivo – 3:48

Traccia bonus nell'edizione CD Tutta scena
1. Vai bello 666 (feat. Extrema)

## Formazione
Gruppo
- J-Ax – rapping
- DJ Jad – giradischi, programmazione

Altri musicisti
- Grazia Migneco – voce narrante
- DJ Wladimiro – scratch (tracce 1 e 2)
- Grido – rapping (traccia 4)
- Franco Godi – direzione strumenti ad arco (tracce 4, 5 e 15)
- Rosana – voce (traccia 5)
- Angela Baggi, Stefano De Maco, Luana Heredia, Ronnie Jones, Glen White, Lola Feghaly - cori (traccia 9)
- Fausto Cogliati – chitarra (tracce 9, 14 e 15)
- Luana Heredia – voce (tracce 10, 14, 16 e 17)
- Paolo Brera – voce (tracce 10 e 14), chitarra (tracce 16 e 17)
- Ridillo – cori (traccia 10)
- King Mauri, Marietto Parola – voci (traccia 12)
- DJ Enzo, Space One, Grido, Thema – rapping (traccia 12)
- Scacco Matto – voce (traccia 13)
- Gianni Morandi – voce (traccia 15)
- Bob Dylan – campionamento vocale (traccia 17)

Funky Dream Team
- Giacomo Godi – programmazione
- Umberto Zappa – missaggio

## Classifiche
| Classifica (1998) | Posizione massima |
| ----------------- | ----------------- |
| Italia            | 2                 |